# John Arthur Jarvis
John Arthur Jarvis (Leicester, 24 de febrer de 1872 – Holborn, Gran Londres, 9 de maig de 1933) va ser un nedador anglès que va competir a principis del segle xx.
El 1900 va prendre part en dues proves del programa de natació dels Jocs Olímpics de París. En la cursa dels 1000 metres lliures guanyà la medalla d'or, així com en la dels 4000 metres lliures.
Sis anys més tard va participar en els Jocs Intercalats d'Atenes, on disputà tres proves del programa de natació. En aquestes proves guanyà una medalla de plata en la milla i dues de bronze, en els 400 metres lliures i el relleu 4x250 metres lliures, formant equip amb John Derbyshire, William Henry i Henry Taylor.
La seva darrera participació en uns Jocs Olímpics fou el 1908, als Jocs de Londres, on quedà eliminat en sèries dels 1500 metres lliures.
El 1968 entrà a l'International Swimming Hall of Fame.